# Ferran Costa Pinazo
Ferran Costa Pinazo (Castelldefels, Baix Llobregat; 1 d'octubre de 1994) és un entrenador de futbol català, actualment al capdavant del CE Sabadell.

## Carrera
Nascut a Castelldefels, Baix Llobregat, Costa va jugar a la UE Castelldefels, el CD Marianao Poblet i l'AE Prat com a juvenil, alhora que va ser seleccionador juvenil dels dos primers equips. El 2014, en fitxar pel CF Damm, es va retirar i es va centrar únicament en la direcció esportiva.
Al març de 2017, després de començar la temporada com a tècnic de la plantilla del cadet de la Damm, Costa es va traslladar al CE Manresa per fer-se càrrec de l'equip Juvenil. El juny, es va incorporar al Club Gimnàstic Manresa amb el mateix càrrec.
El 23 de setembre de 2019, Costa va ser nomenat ajudant de Xavi Molist al Terrassa FC. El 28 d'abril de l'any següent, va acceptar tornar al Manresa per convertir-se en l'entrenador del seu primer equip a Tercera Divisió, alhora que exercia com a director esportiu.
L'11 de juliol de 2022, després d'aconseguir l'ascens a Segona Federació, Costa va renovar el seu contracte amb el Manresa, club que va abandonar el 5 de juny de 2023, després de quedar-se sense un nou ascens al play-offs.
El 26 de juliol de 2023, Costa va ser nomenat entrenador del CF Badalona Futur, també de Quarta Divisió. El 31 de març següent, va deixar el club per fer-se càrrec del FC Andorra, de Segona Divisió, amb un contracte fins al juny de 2025.
El primer partit professional de Costa com a entrenador va tenir lloc el 6 d'abril de 2024, una victòria per 2-0 fora de casa contra el CE Eldenc que va treure els Tricolors de la zona de descens. Malgrat el descens del club de la Segona Divisió la temporada 2023-24, va romandre al càrrec fins al 20 de gener de 2025, quan va ser destituït.
El 23 de juny de 2025, Costa va ser nomenat entrenador del CE Sabadell FC també a la Primera Federació.